# グリーンマンション
グリーンマンションはタイタンのお笑いコンビ。2009年1月にコンビ結成。ワタナベコメディスクール10期生。フリーを経て、2015年12月18日にタイタンライブに初登場。2021年3月よりコンビとしての活動を休止中。

## メンバー
丸山 祐司（まるやま ゆうじ、1985年11月12日 - ）ツッコミ担当
- 兵庫県出身。O型。
- 趣味はアーチェリー、特技はサッカー。
- 2021年3月以降はサラリーマンをしている[2]。

福留 雄一郎（ふくとめ ゆういちろう、1981年10月27日 - ）ボケ担当
- 鹿児島県出身。B型。
- 趣味はトランポリン、特技は野球。
- 爆笑問題カーボーイの常連リスナー「公園のロケット」と同じバイト先でアルバイトをしていたことがある[3]。
- 2021年3月以降はピン芸人として活動している[2]。

## 出演

### インターネット
- パッと！！グリーンマンション
- タイタンチャンネル[4]
- うまいもんTV 【 和歌山県 岡山県 】[5]

### ライブ
- トンガリ 其の七（なかの芸能小劇場、2009年12月2日）
- トンガリ 其の九（なかの芸能小劇場、2010年1月5日）
- タイタンライブU40（不定期開催）
- タイタンライブ・レア（不定期開催）
- タイタンシネマライブ

### ラジオ
- 爆笑問題のUSEN-MAN（SMART USEN、不定期出演）